# Politikåret 1925

## Händelser
- 3 januari - Benito Mussolini meddelar att han tar diktatorisk makt över Italien.
- 7 januari - Elva europeiska staters finansministrar, några med ombud, sammanträder i Paris för att överlägga om fördelningen av dels nettobehållningen av Ruhrockupationen, dels den miljard som utgör första årsbetalning enligt Dawesplanen.
- 21 januari - Albanska republiken utropas.
- 24 januari - Hjalmar Branting avgår av hälskoskäl som Sveriges statsminister och efterträds av Rickard Sandler.[1] Per Albin Hansson blir SAP:s partiordförande.
- 18 februari - Båda kamrarna godkänner efter lång debatt det vilande grundlagsförslaget om öppen omröstning i den svenska riksdagen.
- 21 februari - Den svenska riksdagen avslår en motion om rusdrycksförbud.
- 24 februari
  - Ett kurdiskt uppror utbryter i Turkiet.
  - En livlig debatt om att införa högertrafik i Sverige utbryter i riksdagen men leder inte till något.
- 27 februari - Nazistiska partiet grundas på nytt i München.
- 28 februari - Den svenska riksdagen avslår förslaget om likalön för kvinnor i stalig tjänst. De skall erhålla ett ålderstillägg, som dock är lägre än det tillägg, som män i samma lönegrad har.
  - Den svenska regeringen framlägger sin stora försvarsproposition, vilket betyder en kraftig nerskärning av försvaret. Därmed påbörjas i Sverige en omfattande militär nedrustning.
- 1 mars
  - Lauri Kristian Relander efterträder Kaarlo Juho Ståhlberg som Finlands president.[2]
  - Sveriges förre statsminister Hjalmar Branting begravs i Storkyrkan i Stockholm.
- 8 mars
  - Den svenska riksdagen bifaller efter långa debatter förslaget om rätt till borgerlig begravning.
- 31 mars - Linköpings stadsfullmäktige beslutar antaga professor Carl Milles förslag till Folkungabrunn till utförande.
- 8 maj - Statsrådet Ernst Wigforss utnämns till finansminister i Sveriges socialdemokratiska regering.
- 14 maj - Francis Bell efterträder avlidne William Massey som Nya Zeelands premiärminister.[3]
- 26 maj - Den svenska riksdagen godkänner nedrustningsförslaget. Försvarsminister Per Albin Hansson drar in 17 förband och minskar utbildningstiden från 165 till 90 dagar. Flygvapnet tillkommer som en egen vapengren.
- 27 maj - Den svenska riksdagen antar en lag om etiskt samvetsömma värnpliktiga.
- 30 maj - Gordon Coates efterträder Francis Bell som Nya Zeelands premiärminister.[3]
- 24 juni - Brittiska trupper ingriper Kanton, där strider utkämpas mot demonstranter.
- 8 augusti - Den rasistiska organisationen Ku Klux Klan håller sin första nationella kongress i Washington med över 40 000 medlemmar.
- 26 oktober - Nationernas Förbunds råd samlas i Paris och beslutar att beordra Bulgariens och Greklands regeringar att inom 60 timmar dra tillbaka sina trupper.
- 31 oktober
  - Den persiske shahen och hans dynasti avsätts av parlamentet. Regeringsmakten övertas av premiärministern Rhiza Khan.
  - Inbördeskrig utbryter i Kina.
- 12 november - General Feng Yuxiang gör statskupp i Republiken Kina och avsätter regeringen.
- 15 november - Sveriges försvarsminister Per Albin Hansson utses till tillförordnad partiordförande för socialdemokraterna.
- 25 november - I Oslo undertecknas konvention mellan Sverige och Norge angående fredligt avgörande av tvister.
- 1 december - Locarnopakten, som ska garantera freden och gränserna i Europa, undertecknas högtidligt i London.
- 10 december - Till konung i Persien väljs premiärministern och diktatorn Riza Khan Pahlavi.
- 11 december - Den svenska regeringen tillsätter en 15-mannakommitté för att utreda frågan om arbetslöshetsförsäkring.
- 18 december - På Stalins initiativ beslutar det soovjetiska kommunistpartiets 14:e kongress att Sovjetunionen skall förvandlas från ett jordbruks- till ett industrisamhälle.

## Organisationshändelser
- 5 augusti – Det socialdemokratiska partiet Plaid Cymru bildas i Wales.
- September – Det socialdemokratiska partiet Javnaðarflokkurin bildas på Färöarna.

## Födda
- 17 april – René Moawad, Libanons president 1989.
- 2 augusti – Jorge Videla, Argentinas president 1976–1981.
- 8 oktober – Alvaro Magaña Borja, El Salvadors president 1982–1984.
- 13 oktober – Margaret Thatcher, Storbritanniens premiärminister 1979–1990.
- 18 oktober – Ramiz Alia, Albaniens president 1991–1992.
- 29 juni – Giorgio Napolitano, Italiens president 2006–2015.
- 23 november – José Napoleón Duarte, El Salvadors president 1984–1989.
- 3 december – Kim Dae-jung, Sydkoreas president 1998–2003.
- 5 december – Anastasio Somoza Debayle, Nicaraguas president 1967–1972 och 1974–1979.

## Avlidna
- 28 februari – Friedrich Ebert, Tysklands president 1919–1925.
- 29 juli – Christian Michelsen, Norges statsminister 1905–1907.

### Fotnoter
1. ↑  ”Sweden” (på engelska). World Statesmen. http://www.worldstatesmen.org/Sweden.html. Läst 2 augusti 2015.
2. ↑  ”Finland” (på engelska). World Statesmen. http://www.worldstatesmen.org/Finland.html. Läst 7 november 2012.
3. 1 2  ”New Zealand” (på engelska). World Statesmen. http://www.worldstatesmen.org/New_Zealand.htm. Läst 1 augusti 2015.